# Lịch sử Algérie
Lịch sử Algérie diễn ra ở đồng bằng ven biển màu mỡ của Bắc Phi, mà thường được gọi là Maghreb (hoặc Maghreb). Bắc Phi từng là một khu vực quá cảnh đối với những người di chuyển đến châu Âu hoặc các Trung Đông, vì vậy các cư dân của khu vực không bị ảnh hưởng bởi quần thể các khu vực khác. Ra khỏi hỗn hợp này phát triển người Berber, có ngôn ngữ và văn hóa, mặc dù đã đẩy khu vực ven biển để chinh phục và mở rộng đất Carthage, La Mã và Byzantine, bị chi phối hầu hết đất, đến việc mở rộng của Hồi giáo và đến Ả Rập. Các lực lượng quan trọng nhất trong lịch sử của đất nước là sự bành trướng của Hồi giáo, Ả Rập hóa, và thực dân Ottoman và Pháp, và nền độc lập của nó.

## Thời tiền sử
Bằng chứng về các hoạt động ban đầu của con người ở Algérie là công cụ của Thời kỳ đồ đá Oldowan được phát hiện cách đây 1,8 triệu năm ở khu vực Ain Hanech.  Năm 1954, hóa thạch Homo erectus được phát hiện bởi C. Arambourg ở Ternefine có lịch sử 700.000 năm. Giữa năm 6000 và 2000 trước Công nguyên, nền văn minh thời đại đồ đá mới phát triển ở Sahara và Địa Trung Hải Maghreb.
Lịch sử của Bắc Phi đã đóng một vai trò trong việc tiếp cận châu Âu đến Trung Đông, nơi cư dân bị ảnh hưởng bởi hai hướng này. Bất chấp ảnh hưởng của Carthage, Rome, Byzantine chinh phục và xâm chiếm thuộc địa từ biển, ngôn ngữ và văn hóa Berber phát triển dưới nền văn hóa hỗn hợp vẫn thống trị hầu hết khu vực cho đến khi đạo Hồi lan rộng và Cuộc chinh phục của người Ả Rập.

## Hồi giáo
Ở Bắc Phi (hay Maghreb), sự ra đời của đạo Hồi và ảnh hưởng sâu sắc của người Ả Rập bắt đầu từ thế kỷ thứ 7. Niềm tin mới và ngôn ngữ mới đã thay đổi quan hệ xã hội và kinh tế, thiết lập kết nối với các nền văn hóa phong phú và giới thiệu các biểu hiện chính trị và tổ chức chính trị mạnh mẽ. Từ triều đại Almoravid(Almoravid) và Almohad Caliphate để thành lập một chính phủ quân sự vào những năm 1990 đã gây ra một nhà nước Hồi giáo (Almohad) các triều đại Berber lớn trong lực lượng, trở về giá trị và thông lệ Hồi giáo tinh khiết luôn luôn có tiếng nói của cộng đồng Phản ứng và quyền lực chính trị.
Từ đầu thế kỷ 16, Algérie đã là một tỉnh của Đế quốc Ottoman trong 300 năm và Algiers là thủ đô của nó. Trong thời gian này, Algérie hiện đại đã hình thành như một khu vực độc lập giữa Morocco và Tunisia, Algérie. cũng như khu vực xung quanh được gọi chung là các nước Barbary (Barbary Kỳ), do vi phạm bản quyền và nô lệ của người Kitô hữu, Hoa Kỳ và tiến hành đầu tiên và nó chiến Barbary thứ hai.

## Dưới sự cai trị của Ottoman
Dưới sự cai trị của Khair ad Din, Algiers trở thành trung tâm của chính quyền Ottoman ở Maghrib. Trong 300 năm, Algérie là một tỉnh của Đế quốc Ottoman dưới chế độ chính trị có Algiers là thủ đô của nó (xem Dey). Sau đó, với thể chế của một chính quyền Ottoman thường xuyên, các thống đốc với chức danh pasha cai trị. Tiếng Thổ Nhĩ Kỳ là ngôn ngữ chính thức, và người Ả Rập và Berber đã bị loại khỏi các vị trí của chính phủ. Năm 1671, một nhà lãnh đạo mới nắm quyền, thông qua danh hiệu dey. Năm 1710, dey đã thuyết phục sultan công nhận ông và những người kế vị ông là nhiếp chính, thay thế pasha trong vai trò đó.
Mặc dù Algiers vẫn là một phần của Đế chế Ottoman, chính phủ Ottoman đã không còn ảnh hưởng hiệu quả ở đó. Các cường quốc hàng hải châu Âu đã trả tiền cống nạp theo yêu cầu của những người cai trị các quốc gia tư nhân Bắc Phi (Algiers, Tunis, Tripoli và Morocco) để ngăn chặn các cuộc tấn công vào vận chuyển của họ. Các cuộc chiến Napoleonic đầu thế kỷ 19 đã chuyển hướng sự chú ý của các cường quốc hàng hải khỏi việc đàn áp cướp biển. Nhưng khi hòa bình được khôi phục lại châu Âu vào năm 1815, Algiers thấy mình có chiến tranh với Tây Ban Nha, Hà Lan, Phổ, Đan Mạch, Nga và Naples. Algérie và các khu vực lân cận, được gọi chung là các quốc gia man rợ, chịu trách nhiệm về cướp biển ở biển Địa Trung Hải, cũng như nô lệ của các Kitô hữu, những hành động đưa họ vào Cuộc chiến man rợ lần thứ nhất và lần thứ hai với Hợp chủng quốc Hoa Kỳ.

## Thời Pháp thuộc

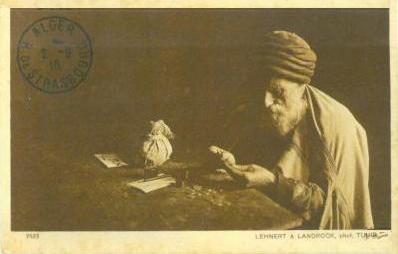
Bưu thiếp Pháp 1918 cho thấy một người đổi tiền Algérie

Algérie đã có người Berber sinh sống từ ít nhất 10.000 trước Công nguyên Từ khoảng 1000 trước Công nguyên, người Carthage bắt đầu gây ảnh hưởng đối với người Berber bằng cách thiết lập các khu định cư dọc theo bờ biển.
Các vương quốc Berber đầu tiên bắt đầu xuất hiện, làm nổi bật Vương quốc Numidia và nắm bắt cơ hội do Chiến tranh Punic đưa ra để trở nên độc lập với Carthage. Tuy nhiên, nền độc lập của họ không tồn tại được lâu kể từ năm 200 trước Công nguyên, họ bị La Mã sáp nhập, sau đó là một nước cộng hòa. Với sự sụp đổ của đế chế La Mã phương Tây người Berber trở thành độc lập một lần nữa lấy lại quyền kiểm soát hầu hết lãnh thổ trước đây của nó, ngoại trừ đối với một số lĩnh vực mà đã bị chiếm đóng bởi các Vandals người lần lượt bị trục xuất bởi Byzantine. Với chiến thắng của mình, Đế quốc Byzantine vẫn được duy trì, mặc dù gặp nhiều khó khăn, sự thống trị ở phía đông của đất nước cho đến khi người Ả Rập xuất hiện vào thế kỷ VIII.
Người Berber chống lại người Ả Rập trong vài thập kỷ dưới sự lãnh đạo của các nhà lãnh đạo như Kusayla và Kahina cuối cùng đã chấp nhận Hồi giáo. Tuy nhiên, caliphate đã nhanh chóng bị trục xuất khỏi Algérie, nơi đã trở thành một quốc gia ibadi dưới sự cai trị của Rustamids. Với sự giúp đỡ của cutamas của vùng Kabylia các Fatimid Shiite lật đổ rustamidas và chinh phục Ai Cập. Họ rời Algérie và Tunisia dưới sự kiểm soát của bộ tộc Berber ở Zirids. Cuối cùng, họ nổi loạn và thông qua Sunnismthay cho chủ nghĩa Shi', để đáp lại Fatimids đã gửi một bộ lạc Ả Rập đông dân, Banu Hilal, với ý định làm suy yếu họ, cuối cùng bắt đầu quá trình thực dân Ả Rập xâm chiếm nội địa của đất nước. Các triều đại Berber của Almoravids và Almohads đã mang đến một thời kỳ hòa bình và phát triển tương đối. Tuy nhiên, với sự sụp đổ của Almohads, Algérie đã trở thành một chiến trường cho các cuộc đấu tranh quyền lực giữa các zanids của Algérie, Vương quốc Hafésida của Islíquia và Merínidas của Morocco. Trong thế kỷ XV và XVI Tây Ban Nhađã thực hiện một số cuộc tấn công vào các thành phố ven biển, bao gồm kiểm soát một số. Những hành động này đã khiến một số người tìm kiếm sự giúp đỡ từ Đế chế Ottoman.
Algérie được sáp nhập vào Đế chế Ottoman bởi Khair-ad-Don và anh trai Aruj được thành lập các biên giới hiện tại Algérie bờ biển phía bắc và đã thực hiện một căn cứ quan trọng privateers. Các hoạt động của các corsairs đạt đến đỉnh điểm vào khoảng thế kỷ XVII. Các cuộc tấn công liên tục vào các tàu Bắc Mỹ ở Địa Trung Hải đã dẫn đến cuộc chiến Berber thứ nhất và thứ hai. Với lý do không tôn trọng lãnh sự của mình, Pháp đã xâm chiếm Algérie vào năm 1830. Sự kháng cự mạnh mẽ của các nhân cách địa phương và dân chúng cản trở nhiệm vụ của Pháp, mà chỉ trong thế kỷ XX, đã giành được quyền kiểm soát hoàn toàn đất nước.

### Thuộc địa Algérie
Ngay cả trước khi sự kiểm soát này thực sự đạt được, Pháp đã biến Algérie thành một phần không thể thiếu trong lãnh thổ của mình, một tình huống sẽ chỉ chấm dứt sự sụp đổ của Cộng hòa thứ tư. Hàng ngàn người định cư từ Pháp, Ý, Tây Ban Nha và Malta đã chuyển đến Algérie để canh tác các đồng bằng ven biển và sống ở những nơi tốt nhất của các thành phố Algérie, được hưởng lợi từ việc tịch thu các vùng đất phổ biến do chính phủ Pháp thực hiện. Người gốc châu Âu (được gọi là piede-noirs) cũng như người Do TháiNgười Algérie, được coi là công dân Pháp, trong khi phần lớn dân số Hồi giáo Algérie không được luật pháp Pháp bảo vệ, không có quốc tịch Pháp và không có quyền bỏ phiếu. Cuộc khủng hoảng xã hội đã đạt đến giới hạn của nó trong giai đoạn này, với tỷ lệ mù chữ tăng lên ngày càng nhiều trong khi đất đai chiếm đoạt phần lớn dân số.

### Phi thực dân hóa Algérie
Algérie buộc phải đối mặt với một cuộc chiến tranh giải phóng kéo dài vì sự kháng cự của những người định cư Pháp (biệt danh là ở vùng đô thị của những người đi lang thang, hoặc chân đen), người thống trị những vùng đất tốt nhất. Năm 1947, Pháp mở rộng quyền công dân Pháp cho người Algérie và cho phép người Hồi giáo tiếp cận các chức vụ của chính phủ, nhưng người Pháp gốc Algérie chống lại bất kỳ sự nhượng bộ nào đối với người bản xứ. Năm đó, Mặt trận Giải phóng Quốc gia (FLN) được thành lập để tổ chức cuộc đấu tranh giành độc lập. Một chiến dịch của vụ đánh bom antiárabes (1950-1953) kích hoạt bởi những người định cư hữu khuynh, là phản ứng của FLN một làn sóng đánh bom tại các thành phố và chiến tranh của quân du kíchtrong lĩnh vực này. Năm 1958, phiến quân lưu vong thành lập một chính phủ Cộng hòa lâm thời ở Cairo. Sự can thiệp của quân đội tinh nhuệ của đô thị (Quân đoàn nước ngoài và lính nhảy dù) kéo dài cuộc chiến. Hành động khủng bố, tra tấn và trục xuất đặc trưng cho hành động quân sự của Pháp. Những người theo chủ nghĩa dân tộc và cực hữu đã đưa ra một cuộc đảo chính quân sự ở Algérie vào năm 1958.
Năm sau, tổng thống Pháp, Charles de Gaulle, trao quyền tự quyết cho người Algérie. Nhưng chiến tranh tăng cường vào năm 1961, sự xâm nhập vào hoạt động của các tổ chức khủng bố của OAS đúng (Tổ chức quân đội bí mật), do Tổng Salan, một trong những nhân vật chính của cuộc đảo chính của năm 1958. Khi khủng bố OAS của FLN đáp ứng với nhiều chủ nghĩa khủng bố. Cùng năm đó, các cuộc đàm phán Pháp-Algérie đã thất bại, do những bất đồng về việc khai thác dầu được phát hiện vào năm 1945. Năm 1962, Hiệp định đình chiến của Evian đã được đồng ý, với sự công nhận độc lập của Algérie bởiPháp để đổi lấy sự bảo đảm cho người Pháp ở Algérie. Các nước Cộng hoà Dân chủ Algérie được công bố sau khi các cuộc bầu cử trong đó FLN được trình bày như một đảng duy nhất. Ben Bella trở thành tổng thống.

### Nội chiến
Tổng thống Abdelaziz Bouteflika đã giành được một chiến thắng lớn vào tháng 1 năm 2000 với thông báo về việc dỡ bỏ Quân đội Cứu quốc Hồi giáo (EIS), một cánh vũ trang của Mặt trận Cứu quốc Hồi giáo (FIS), tự nguyện giải giáp. Các du kích theo trào lưu được giới hạn trong Nhóm vũ trang Hồi giáo (GIA) và phe Da'wa wal Jihad, dưới sự EIS.
Algérie, bị ảnh hưởng nhiều nhất bởi chủ nghĩa cơ bản Hồi giáo ở Bắc Phi, đã lao vào cuộc nội chiến năm 1992, khi chính phủ lật ngược cuộc bầu cử quốc hội do FIS giành được. Đến năm 2000, hơn 80.000 người đã bị giết trong các vụ thảm sát và tấn công bởi FIS, GIA và lực lượng đàn áp của chính phủ Algérie.
Tổng thống Bouteflika đã giành được 98,63% phiếu thuận lợi trong một plebiscite trong kế hoạch hòa bình của ông vào tháng 9 năm 1999. Hơn 1.500 du kích EIS chấp nhận ân xá của chính phủ, kéo dài đến tháng 1 năm 2000. Các nhóm Các phiến quân còn lại vẫn tiếp tục, tuy nhiên, chiến dịch khủng bố và khoảng 200 người đã thiệt mạng trong tháng Ramadan, một tháng linh thiêng của những người Hồi giáo, kết thúc vào tháng 1.